# Зонтичный бренд
Зонтичный бренд (англ. umbrella brand) — вид стратегии расширения бренда, заключающийся в выпуске под одной маркой сразу нескольких групп товаров или товарных категорий, при этом в названии товаров доминирует имя компании-производителя, а в рекламе продукции компании демонстрируется её логотип.
Главным преимуществом использования зонтичного бренда является низкая цена старта раскрутки нового товара, второе преимущество — упрощение дистрибуции.
Некоторые компании выпускают под зонтичным брендом товары, которые не являются основными в их структуре продаж. Делается это для дополнительной поддержки основного бренда (например, возможен выпуск сухариков под брендом пива).
С другой стороны, при объединении под одним зонтичным брендом разнородных товаров уменьшается узнаваемость товара потребителями, снижается лояльность к товару (происходит так называемое «размывание бренда»). Кроме того, в случае негативного восприятия потребителем одного товара из линейки, теряется доверие ко всему бренду.
Иногда зонтичный бренд используется для рекламы одного вида товара под видом другого (в качестве примера можно привести рекламу водки под видом рекламы минеральной воды. Единое оформление упаковки (ключевыми элементами в таких случаях являются логотип и название) позволяет увеличивать продажу водки, запуская рекламные ролики о выпущенной малыми партиями минеральной воде).
С 2006 года Федеральным законом «О рекламе» в России запрещено использование зонтичных брендов с целью рекламы товаров, реклама которых запрещена.
Зонтичный бренд является очень общим понятием, и под ним могут подразумеваться как бренды, имеющие различные типы расширений, так и не имеющие таковых. Зонтичным брендом можно назвать бренд Yamaha, не имеющий собственных суб-брендов и объединяющий все продуктовые категории под одним названием. Также зонтичными являются как бренд Sony, использующий для разных категорий как материнский бренд, так и суб-бренды (Walkman, PlayStation, Wega), так и бренд Hewlett Packard, присваивающий собственные суб-бренды каждой категории продукции (Pavillion, LaserJet, DeskJet).
Так как значение данного термина сильно размыто, многие специалисты используют его в разных, зачастую конфликтующих значениях. Поэтому, каждый раз, когда употребляется выражение «зонтичный бренд», рекомендуется уточнять, что именно под ним имеется в виду (наличие расширений, суб-брендов, выход в новые товарные категории).